# Polonská podprovincie

Polonská biogeografická podprovincie na území ČR

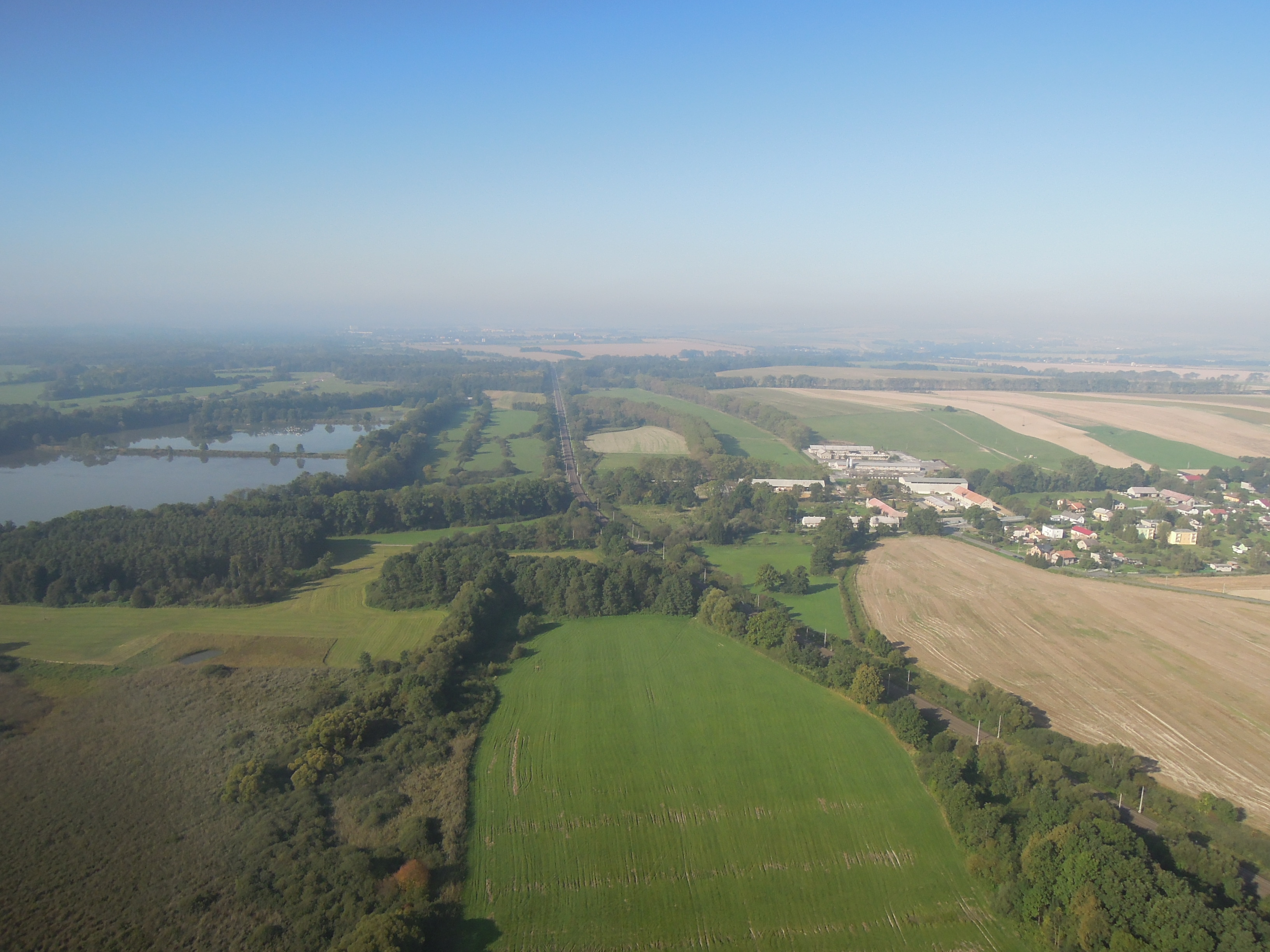
Nížinatá zemědělská krajina polonské podprovincie s lužními lesy na příkladu CHKO Poodří

Polonská podprovincie je biogeografická jednotka, která je na území Česka zastoupena svou okrajovou a víceméně přechodnou částí, a to v příhraničních oblastech Moravskoslezského kraje (konkrétně v okolí Ostravy, Opavy, Osoblahy a Vidnavy). Rozsáhlejší a typičtější část se nachází v Polsku, kde zahrnuje krajinu nížin a nevysokých pahorkatin.
V rámci biogeografického členění Česka je jednou ze čtyř podprovincií a nadřazenou jednotkou je provincie středoevropských listnatých lesů. Polonská podprovincie je určitou analogií k "ekoregionu" Central European mixed forests v systému Světového fondu na ochranu přírody (WWF). V Česku se tato podprovincie dále dělí na 4 bioregiony (viz seznam níže).

## Charakteristika
Biota polonské podprovincie tvoří přechod mezi subatlantsky laděným Hercynikem, horskou biotou Karpat na jihu a kontinentálně laděnými boreálními lesy na severovýchodě.
Charakteristický monotónní ráz zapříčiňují poměrně jednotvárné horniny (měkké druhohorní a třetihorní sedimenty) a zásah pleistocenního ledovce, který přemodeloval reliéf do rozlehlých nížin a zanechal zde glaciální sedimenty. Výjimečně vystupujícím starší podkladem se skálami jsou například Svatokřížské hory v centrálním Polsku.
Typická je malá nadmořská výška, a proto je v podprovincii výrazněji zastoupen pouze 3. dubobukový a 4. bukový vegetační stupeň. V nížinatém terénu jsou časté dubohabřiny, severněji bučiny. Hojné jsou bory na písčitějších půdách a v rozsáhlé říční soustavě také lužní a mokřadní společenstva. Biodiverzita flóry je však poměrně nízká kvůli pleistocenním klimatickým změnám.
Díky menší variabilitě vegetace je i živočišná složka druhově chudší. Jsou zastoupeny druhy především nižších poloh, chybí však zde výrazně teplomilné a horské druhy. Charakteristické je větší zastoupení prvků kulturní stepi a vodních ekosystémů.